# Sleipnir (logiciel)
Pour les articles homonymes, voir Sleipnir (homonymie).
Sleipnir est un navigateur Web japonais développé par Fenrir Inc (en). Ce navigateur, basé sur Internet Explorer, est un peu plus personnalisable.